# Nuottisaari (ö i Kajanaland, Kajana, lat 64,07, long 28,12)
Nuottisaari är en ö i Finland. Den ligger i sjön Jormasjärvi och i kommunen Sotkamo i den ekonomiska regionen  Kajana ekonomiska region  och landskapet Kajanaland, i den centrala delen av landet, 500 km norr om huvudstaden Helsingfors. Öns area är 0,5 hektar och dess största längd är 190 meter i nord-sydlig riktning.